# ويليام بيكر (لاعب كرة قدم)
ويليام بيكر (بالإنجليزية: William Baker)‏ هو لاعب كرة قدم بريطاني (وحمل سابقاً جنسية المملكة المتحدة لبريطانيا العظمى وأيرلندا) في مركز نصف الجناح، ولد في 1883 في بليموث في المملكة المتحدة، وتوفي في 22 أكتوبر 1916. لعب مع نادي بليموث أرجايل.

## وصلات خارجية
- ويليام بيكر على موقع قاعدة بيانات كرة القدم.إي يو (الإنجليزية)